# K7
Louis Sharpe, kendt som K7 (født 25. august 1966) er en rapper fra USA. Han havde et hit i 1993 med nummeret "Swing Batta Swing".

## Diskografi
- Swing Batta Swing (1993)